# Ciclismo ai Giochi della XX Olimpiade - Chilometro a cronometro
La prova del chilometro a cronometro di ciclismo su pista dei Giochi della XX Olimpiade si è svolta dal 1° al 2 settembre 1972 al velodromo Olympia-Radstadion di Monaco di Baviera, in Germania Ovest.

## Classifica
| Pos.    | Atleta                | Nazione           | Tempo 428m | Tempo 713m | Tempo Finale | Media Oraria |
| ------- | --------------------- | ----------------- | ---------- | ---------- | ------------ | ------------ |
| Oro     | Niels Fredborg        | Danimarca         | 30"29      | 47"76      | 1'06"44      | 54,184       |
| Argento | Danny Clark           | Australia         | 30"00      | 47"95      | 1'06"87      | 53,835       |
| Bronzo  | Jürgen Schütze        | Germania Est      | 29"98      | 47"67      | 1'07"02      | 53,715       |
| 4       | Karl Köther           | Germania Ovest    | 30"65      | 48"46      | 1'07"21      | 53,563       |
| 5       | Janusz Kierzkowski    | Polonia           | 29"82      | 47"82      | 1'07"22      | 53,555       |
| 6       | Dimo Angelov Tonchev  | Bulgaria          | 30"09      | 48"15      | 1'07"55      | 53,293       |
| 7       | Christian Brunner     | Svizzera          | 29"30      | 47"38      | 1'07"71      | 53,167       |
| 8       | Eduard Rapp           | Unione Sovietica  | 29"74      | 47"75      | 1'07"73      | 53,152       |
| 9       | Ezio Cardi            | Italia            | 30"32      | 48"31      | 1'07"80      | 53,097       |
| 10      | Pierre Trentin        | Francia           | 30"51      | 48"59      | 1'07"85      | 53,058       |
| 11      | Peter van Doorn       | Paesi Bassi       | 30"45      | 48"24      | 1'08"09      | 52,871       |
| 12      | Steve Woznick         | Stati Uniti       | 30"20      | 48"72      | 1'08"56      | 52,508       |
| 13      | Anton Tkác            | Cecoslovacchia    | 31"06      | 49"17      | 1'08"78      | 52,340       |
| 14      | Robert Maveau         | Belgio            | 30"10      | 48"60      | 1'08"94      | 52,219       |
| 15      | Jocelyn Lovell        | Canada            | 30"81      | 49"33      | 1'09"03      | 52,151       |
| 16      | Harry Kent            | Nuova Zelanda     | 30"60      | 48"98      | 1'09"10      | 52,098       |
| 17      | Mick Bennett          | Gran Bretagna     | 31"03      | 49"81      | 1'09"45      | 51,835       |
| 18      | Harald Bundli         | Norvegia          | 30"78      | 49"84      | 1'09"72      | 51,635       |
| 19      | Leslie King           | Trinidad e Tobago | 31"07      | 49"70      | 1'09"96      | 51,457       |
| 20      | Takafumi Matsuda      | Giappone          | 30"56      | 49"04      | 1'10"00      | 51,428       |
| 21      | Fernando Jiménez      | Argentina         | 30"61      | 49"24      | 1'10"30      | 51,209       |
| 22      | Neville Hunte         | Guyana            | 31"49      | 50"04      | 1'10"48      | 51,078       |
| 23      | Jairo Rodríguez       | Colombia          | 31"71      | 50"42      | 1'10"86      | 50,804       |
| 24      | Arturo Cambroni       | Messico           | 31"48      | 50"47      | 1'11"54      | 50,321       |
| 25      | Suriya Chiarasapawong | Thailandia        | 32"00      | 51"38      | 1'12"53      | 49,634       |
| 26      | Howard Fenton         | Giamaica          | 30"85      | 50"54      | 1'12"64      | 49,559       |
| 27      | Shue Ming-Fa          | Taiwan            | 31"77      | 51"67      | 1'14"05      | 48,615       |
| 28      | Behrouz Rahbar        | Iran              | 33"04      | 53"35      | 1'15"39      | 47,751       |
| 29      | Daud Ibrahim          | Malaysia          | 32"88      | 53"53      | 1'16"27      | 47,200       |
| 30      | Laurence Burnside     | Bahamas           | 33"53      | 55"39      | 1'20"31      | 44,826       |
| -       | Hector Edwards        | Barbados          | Rit.       | Rit.       | Rit.         | -            |